# Centre historique de Cesena
Le centre historique de Cesena comprend de nombreux palazzi (palais) et édifices religieux (chiese) d’un intérêt historique et artistique notable. Cesena est une des rares cités à avoir conservé presque intactes ses murailles et une grande partie des tours et portes qui délimitent le centre historique, qui se trouve sous l’antique Rocca Malatestiana.

## Places et avenues
- Piazza del Popolo (place du peuple). Il s'agit de la plus importante place de Cesena avec ses 10 500 m2. Elle accueille les marchés du mercredi et samedi matin ainsi que toutes les foires et fêtes populaires importante.
  - la Fontaine Masini du XVIe siècle. Elle se situe au centre de la Piazza del Popolo.
  - le Palazzo Comunale ou Palazzo Albornoz, édifice du XIVe siècle, palais des anciens Conseils devenu Hôtel de ville, possède de très belles salles comme celle des miroirs, meubles du XVIIIe siècle et la salle des mariages dotée de fresques peintes au plafond.
  - la Rocchetta di Piazza. C'est une grande muraille de briques d’une hauteur de plus de vingt mètres. Elle accueille désormais le Musée des sciences naturelles.
  - la Loggetta Veneziana, tour en brique accolée à la Rocchetta, érigée en 1400, et achevée en 1466.
  - le Torrione del Nuti, tour étroite et accolée à la Loggetta.
  - l’église Sainte Anna et saint Gioacchino, projet de l’architecte Pier Mattia Angelini en 1164 sur le lieu de l’habitation de la noble-dame Giacoma Fabbri, présente une façade entièrement en briques de terre cuite et quatre grands pilastres doriques. L’intérieur contenait un autel en bois doré et neuf toiles de Cristofo Serra de Cesenatico. Sur la paroi du fond se dresse un crucifix en stuc noir, dit Cristo Mauro du XVIIIe siècle.

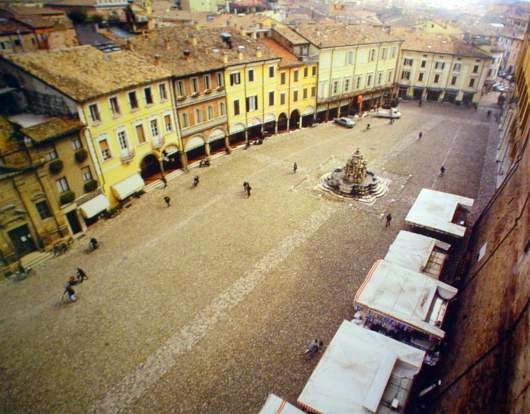
Piazza del Popolo vue depuis le Torrione
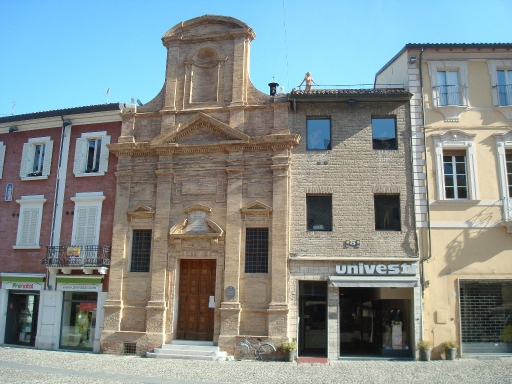
L'église San Anna e  Gioacchino
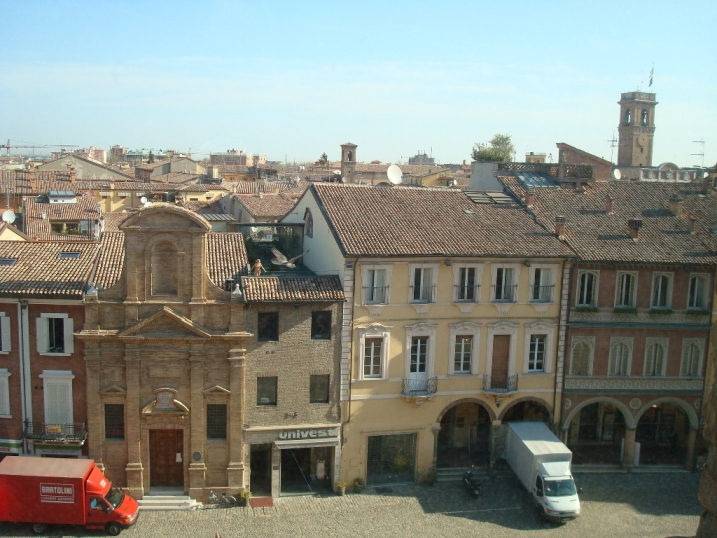
Vue depuis la Loggetta Veneziana

- La Piazza Amendola : La place s’étend à gauche du Palazzo Comunale, où se trouvait l’antique lavoir public construit sur le lit du torrent Cesuola. La destruction du lavoir, des bâtiments adjacents, ainsi que la couverture du Cesuola, dans les années 1920, permis de réaliser cet espace urbain et redonner de la valeur artistique aux  Palazzi qui l’entourent.

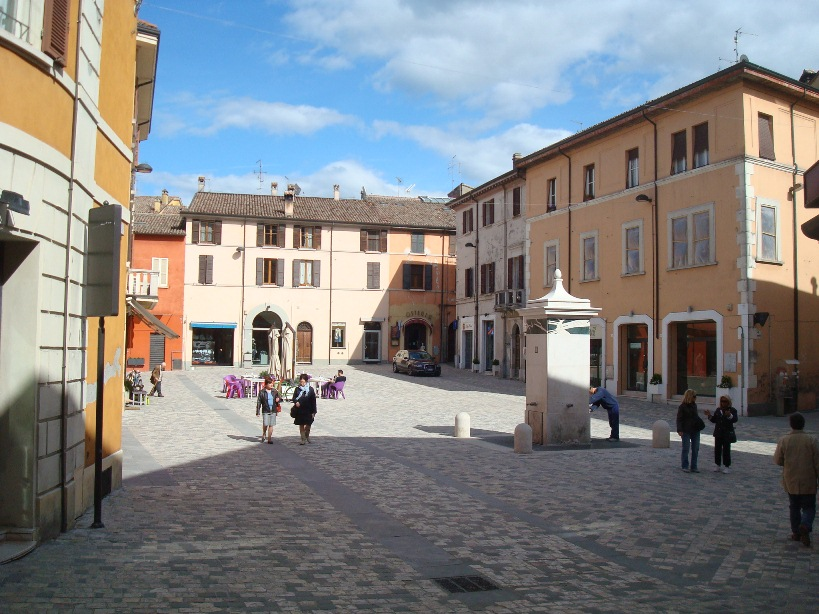
La Piazza Amendola
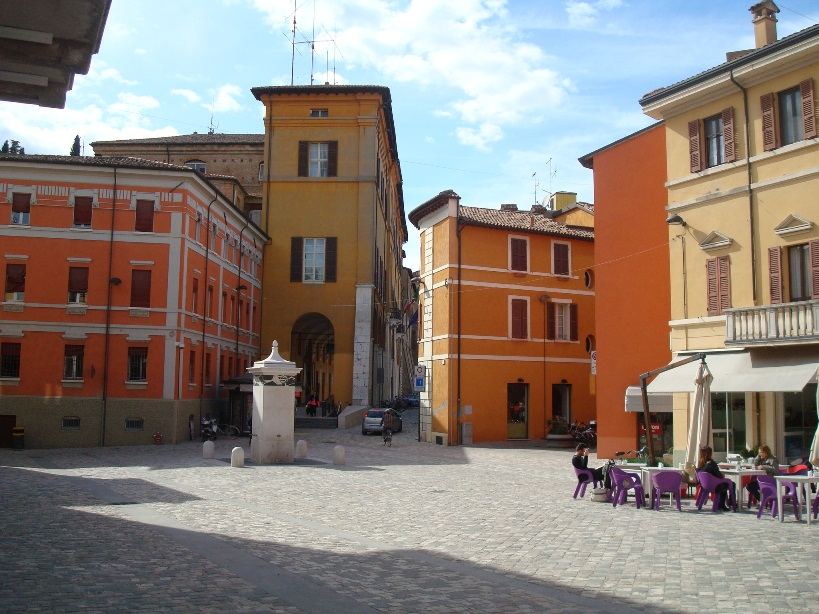
Piazza Amendola, vue sur la Palazzo Comunale
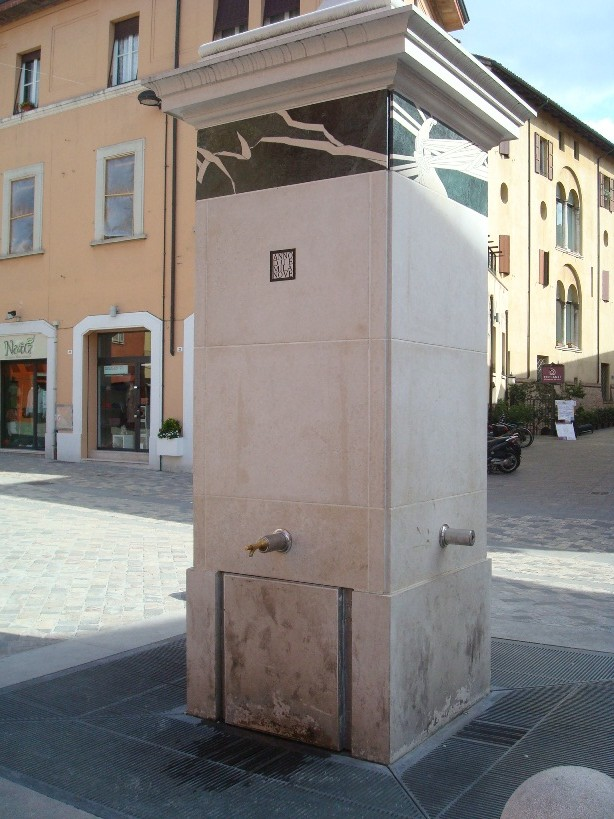
Piazza Amendola, détail de la fontaine
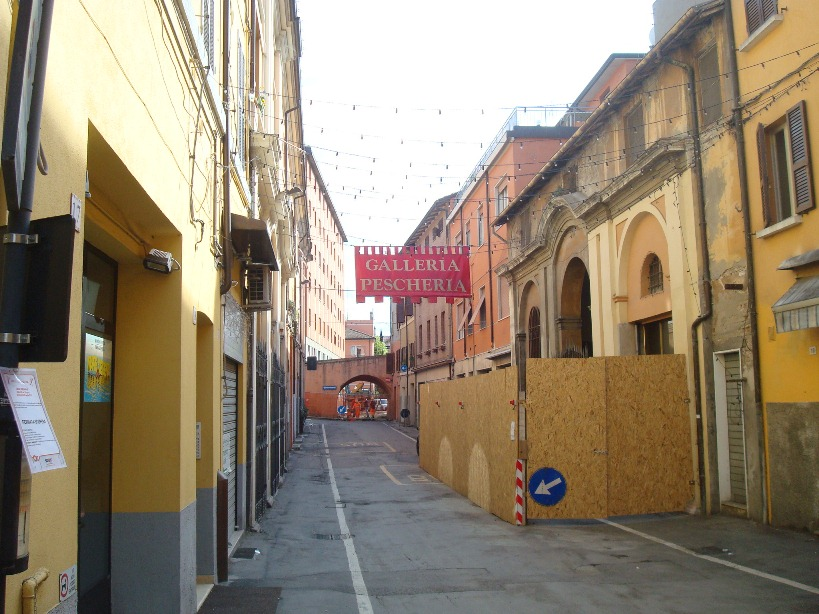
Piazza Amendola, rue menant à la “Pescheria”

- De la Piazza et en poursuivant vers le nord par la via Zeffirino Re, on rejoint le Palazzo del Ridotto, édifice dédié au pape Pie VI, cet antique palais est entouré par trois places :
  - la Piazza Almerici,
  - la Piazza Bufalini, où se trouve l’importante Bibliothèque Malatestiana, bibliothèque que l'humaniste Flavio Biondo qualifiait comme l’une des meilleures d’Italie[1]. Elle est inscrite au registre de la mémoire du monde de l'UNESCO[2].
  - la Piazza Fabbri où, durant l’excavation de l’espace pour la construction d’un parking souterrain, entre 1997 et 1998, a été mis au jour un domus, antique habitation comportant une grand mosaïque interne.

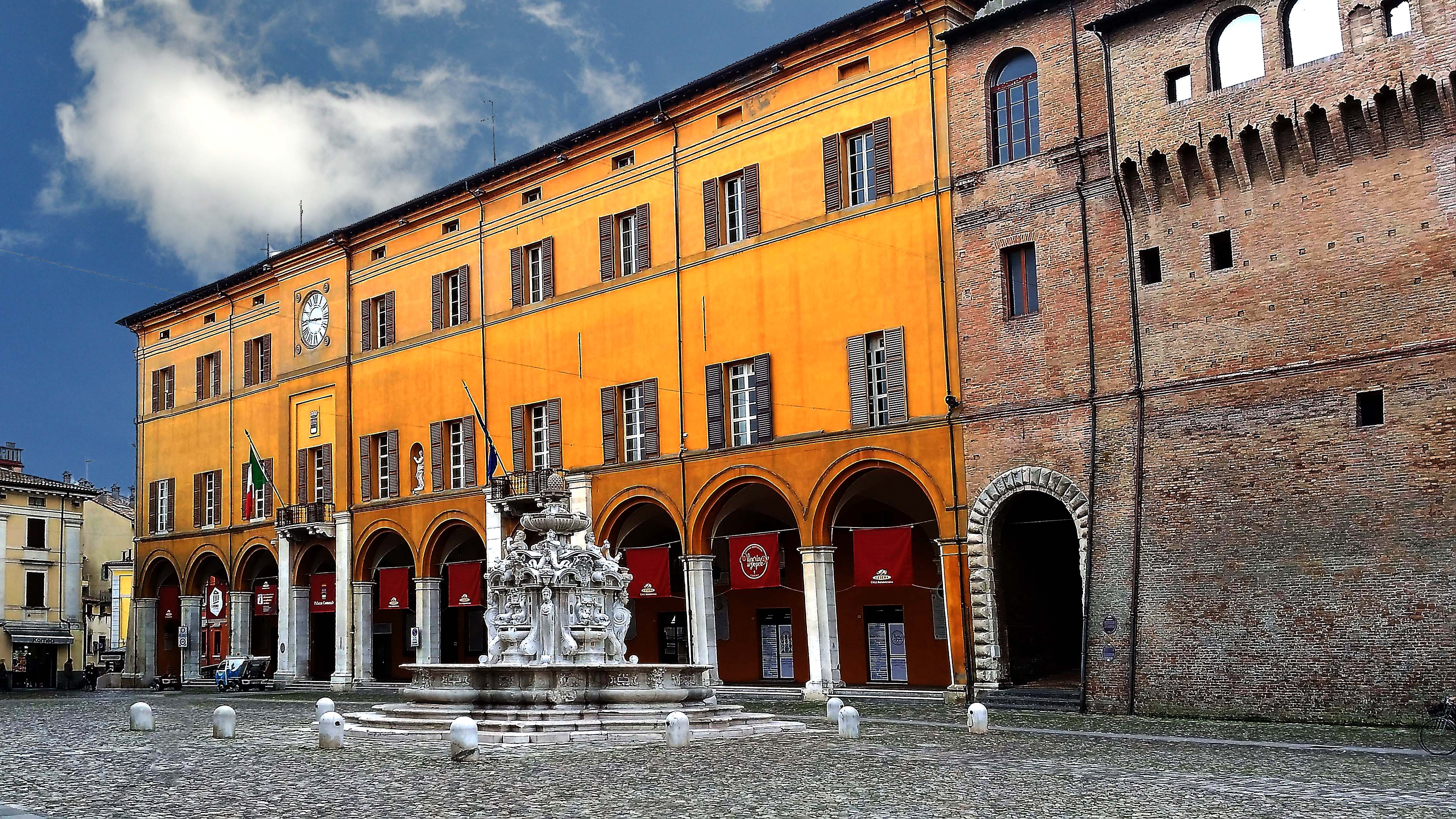
La Fontaine Masini et le Palazzo Comunale
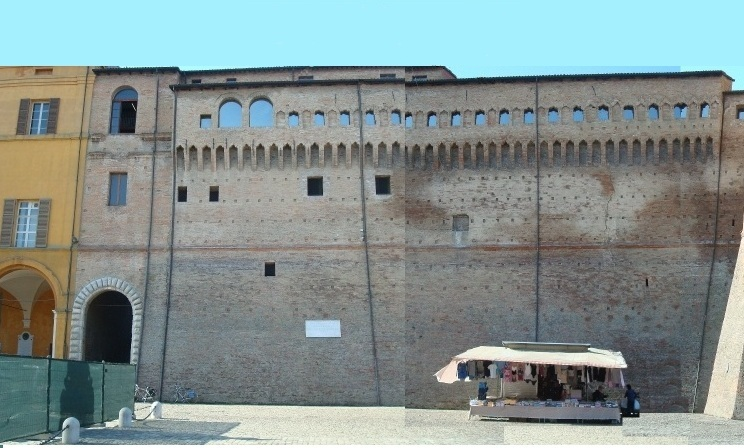
La Rocchetta Piazza del Popolo
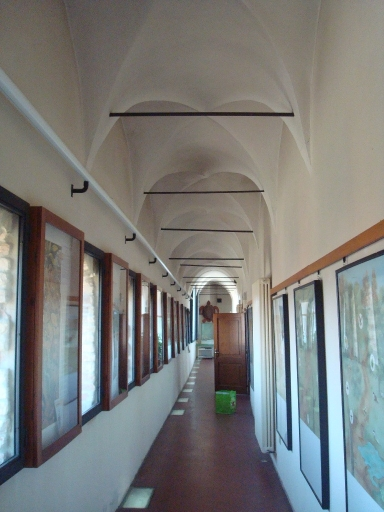
Galerie du musée dans la Rocchetta
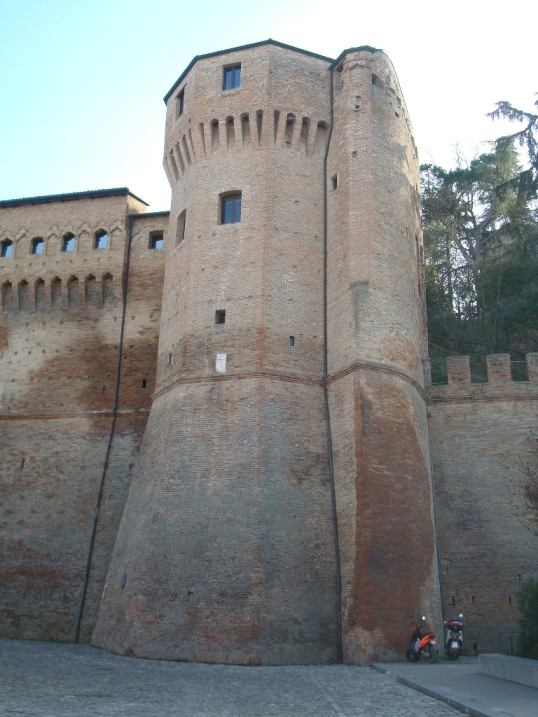
Tour de la Loggetta veneziana
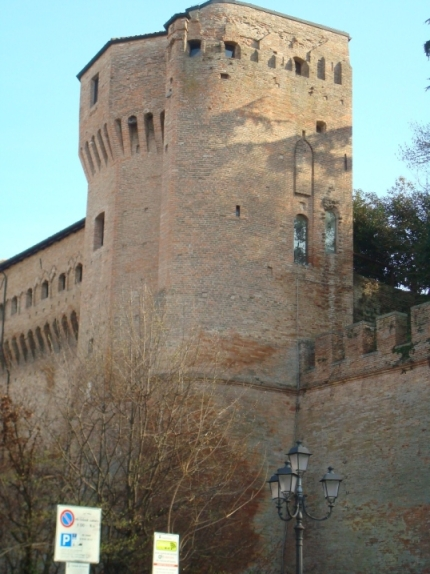
Tour du Torrione del Nuti
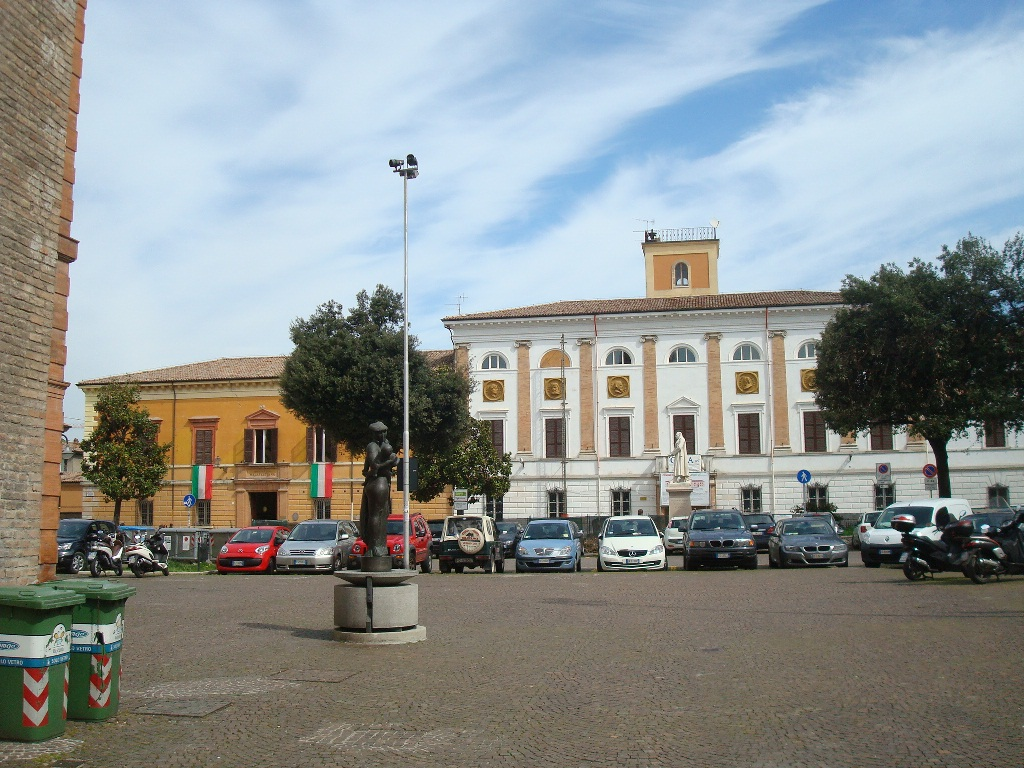
Piazza Bufalini (bibliothèque au fond)

## Églises
- La cathédrale dédiée à San Giovanni Battista : de style gothico-romain, a été complètement restructurée intérieurement, au siècle dernier, de son style du XVIIIe sauf la chapelle de la Madonna del Popolo. La façade externe subit quelques transformations mineures. Datant de la fin du XIVe siècle, une crypte renferme les restes de Saint Maur[3].
- l’église Sant'Agostino, édifiée par Luigi Vanvitelli ;
- l’église San Domenico, contenant entre autres, des œuvres représentant deux galeries de photos de Cesena
- l'Abbazia di Santa Maria del Monte, est située à la limite du centre historique. Cet édifice est construit sur les ruines d’une ancienne église du IXe siècle, agrandie et embellie au cours d’une longue période entre 1001 et 1026, est devenue un monastère qui acquit son aspect actuel au cours des restaurations des XVe et XVIe siècles. L’abbaye recèle une des plus belles collections d’ex voto (une des plus grandes d'Europe), composée de petits tableaux du XVe siècle[4].

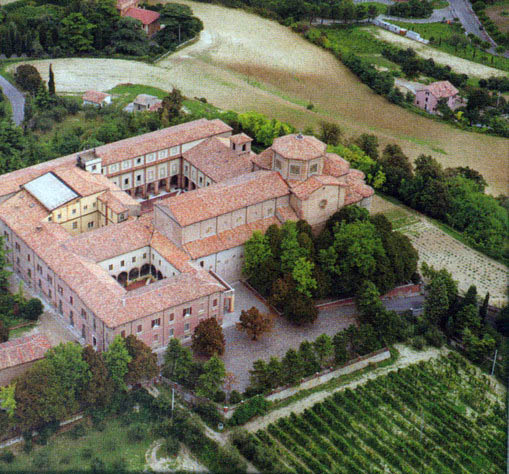
L'Abbaye de Santa Maria del Monte
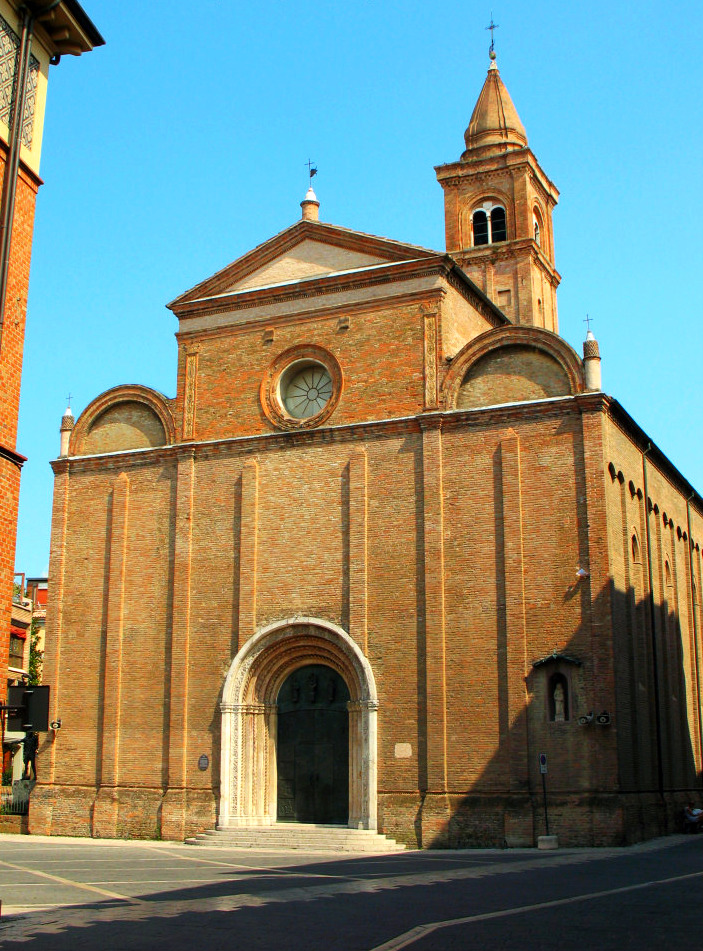
La Cathèdrale de San Giovanni Battista
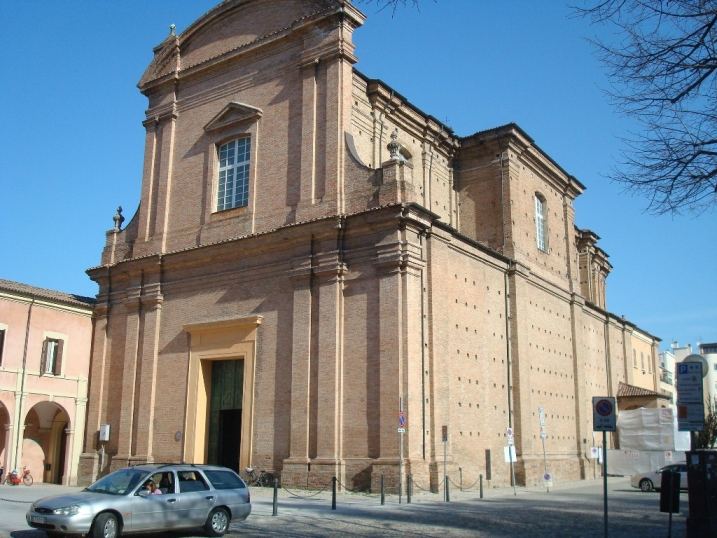
L’église de San Domenico
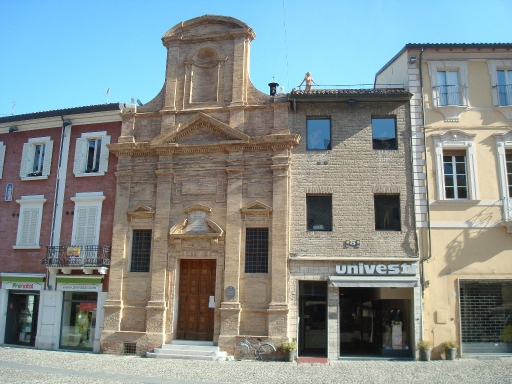
L'église San Anna e Gioacchino

## Palazzi(palais)
Les plus élégants et importants palazzi ont été construits et embellis pendant la période des papes originaires de Cesena :
- le Palazzo Comunale, l'hôtel de ville aujourd'hui, sur la piazza del Popolo,
- le Palazzo del Ridotto (1401), se trouve au centre historique de Cesena, donnant sur l’avenue Giuseppe Mazzini, derrière laquelle la piazza Bufalini le sépare de la Bibliothèque Malatestiana.
- le Palazzo Guerrini Bratti, également décoré par Leandro Marconi.
- le Palazzo Sirotti Gaudenzi, caractérisé par une façade néoclassique, dont l’intérieur a été entièrement décoré par Felice Giani et Giovan Battista Ballanti Graziani.
- le Palazzo Chiaramonti, acquis par le pape de Cesena Pie VII (Barnaba Chiaramonti) et décoré de stucs et de fresques réalisées par Giuseppe Milani.
- le Palazzo Romagnoli, édifice majestueux du XVIIe siècle, actuel siège de la bibliothèque juridique "Giovanni Ghirotti";
- le Palazzo Ghini, projeté au XVIIe siècle par l’architecte Pier Mattia Angeloni. Sur la façade qui donne sur la cour intérieure, quatre statues monumentales de Francesco Calligari représentent les quatre divinités[Qui ?]. Le palais est construit sur une aire archéologique très fertile où les fouilles ont permis de mettre au jour d’importants édifices romains du IIIe et IIe siècles av. J.-C..
- le Palazzo Masini, riche demeure décorée de peintures néoclassiques;
- la Casa Sirotti, très ancienne construction, dans laquelle résida également San Carlo Borromeo (1538-1584).
- le Palazzo Caporali, bâtiment du XVIIe siècle, très belle façade avec fenêtres à meneaux avec colonnes à chapiteaux corinthiens.

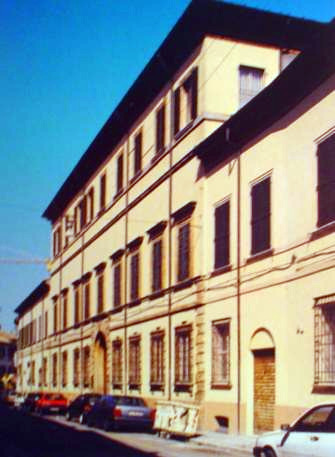
Palazzo Chiaramonti
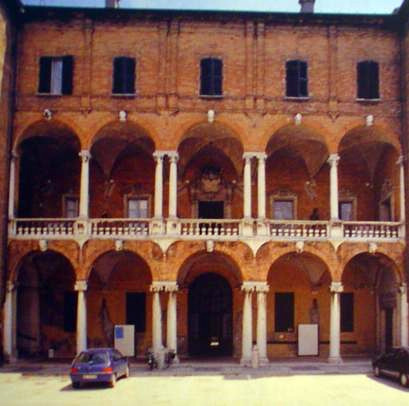
Palazzo Ghini
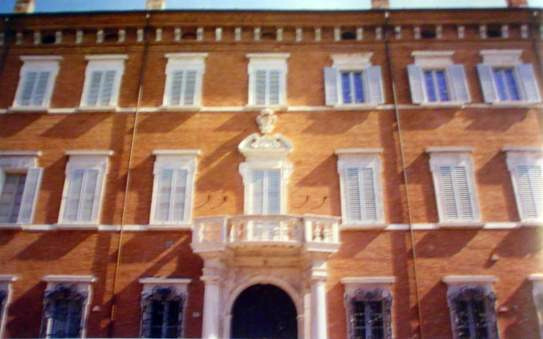
Palazzo Romagnoli
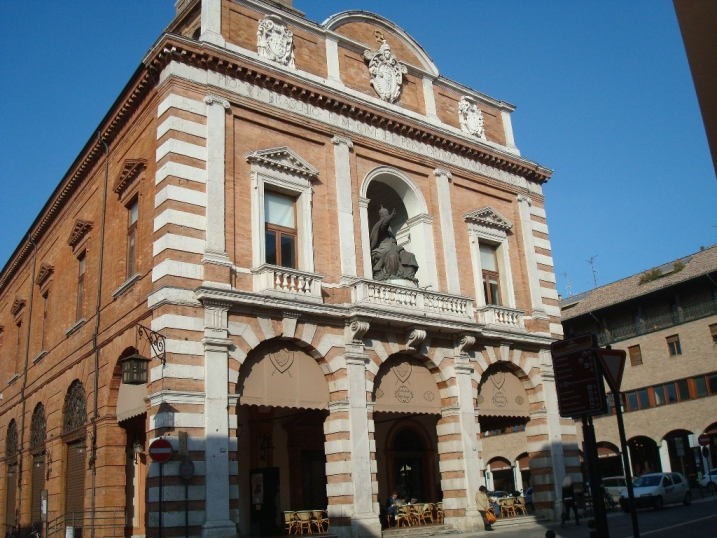
Palazzo del Ridotto.

## Fortifications
- Cesena doit sa Rocca (forteresse) à la famille des Malatesta qui est une des plus importantes de la Romagne. La forteresse est dotée d'une cour et de deux énormes tours, dont l’une accueille le musée de l’histoire de l’agriculture, qui permet au visiteur d’apprécier l’évolution du monde rural de la région. L’autre tour est consacrée à l’art de la céramique malatestiane.

- La construction des murailles commence autour de l’an 1000 et est, aujourd’hui, encore en grande partie intacte et bien intégrée dans le tissu urbain. Les portes sont au nombre de quatre : Porta Santi, Porta Fiume, une des deux Portacce et  Porta Montanara.
- le ponte Vecchio (Cesena) est le plus ancien pont de Cesena et l'un des symboles de la ville, placé sur le tracé original de la Via Aemilia, sous l'empire romain, il traverse le fleuve Savio dans l'un des points les plus étroits de la cité.

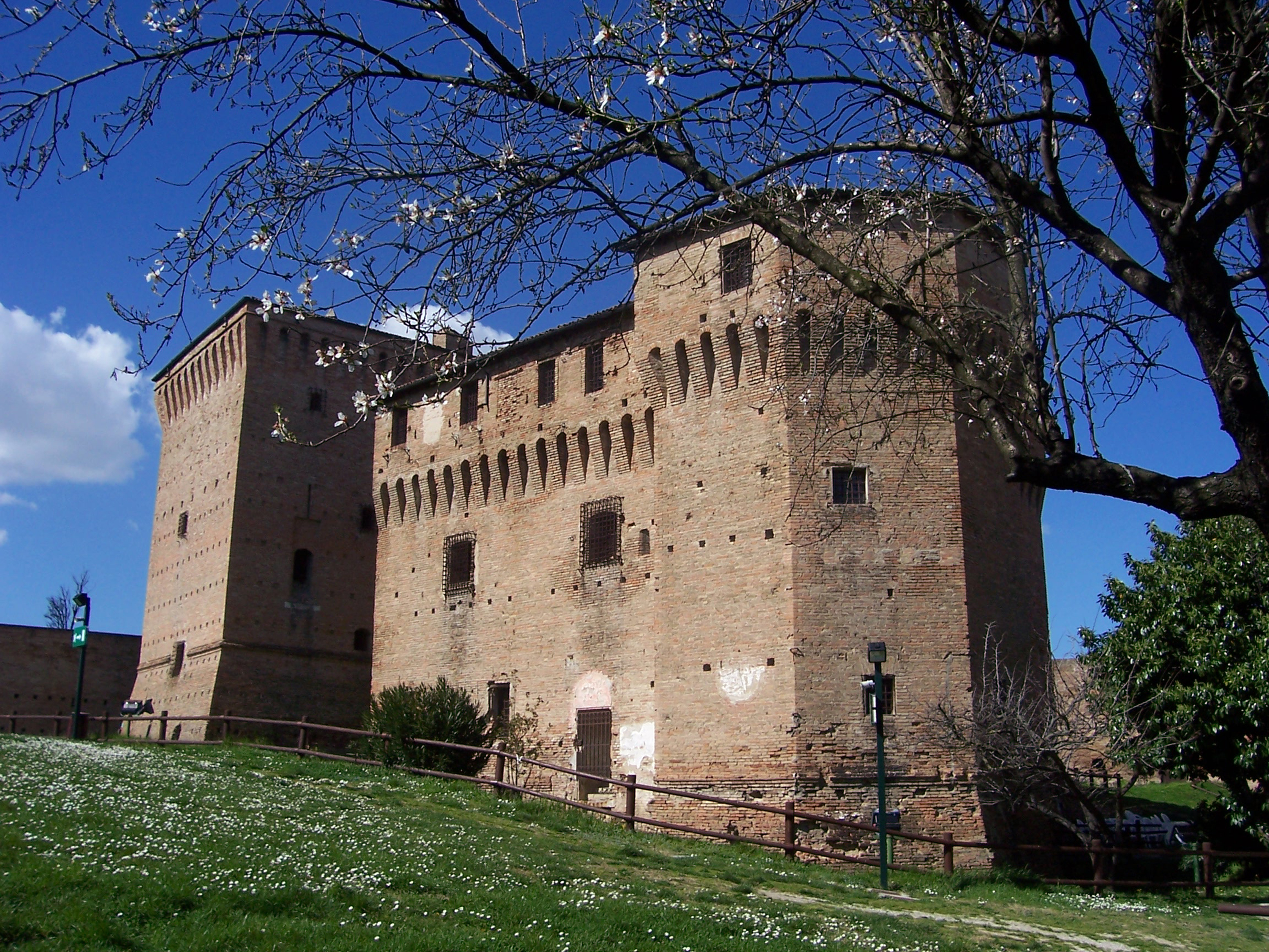
La Rocca Malatestiana au printemps.
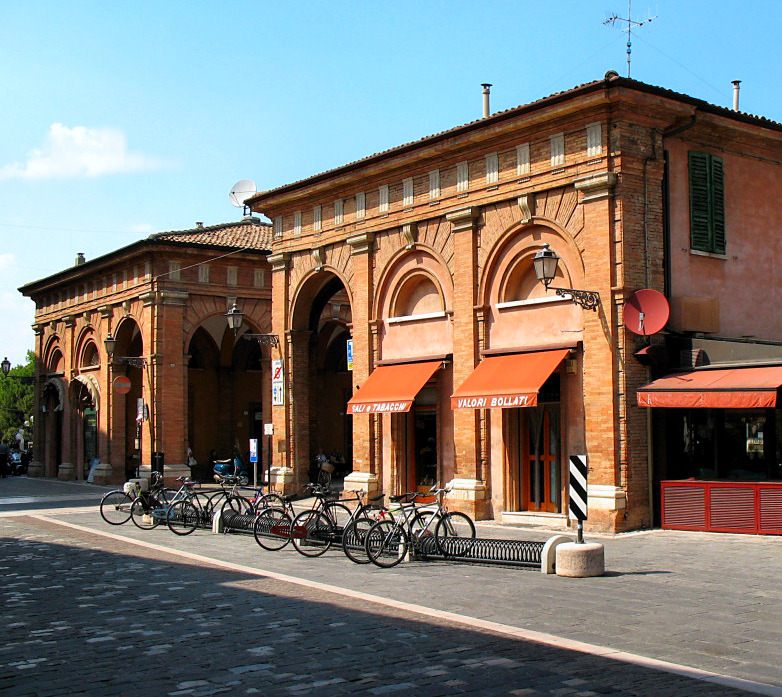
la Barriera Cavour
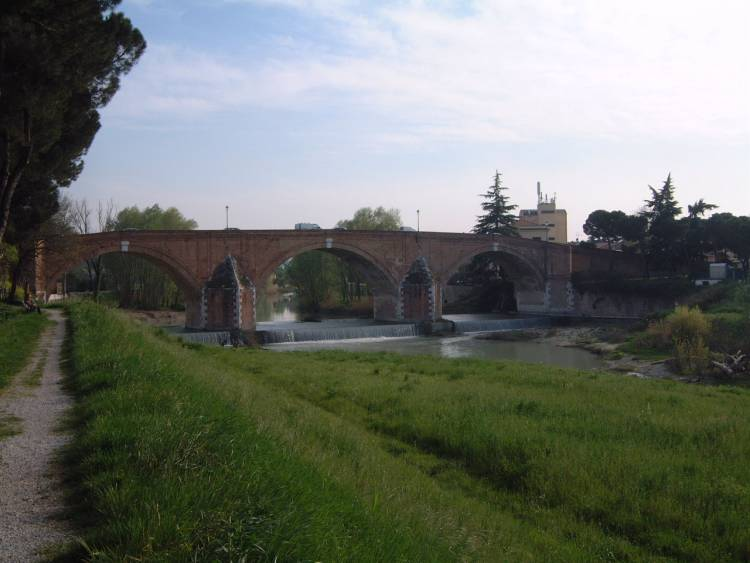
Le Ponte Vecchio

## Théâtre
Le Théâtre Alessandro Bonci, terminé en 1846 selon un projet de l’architecte Vincenzo Ghinelli. Il se présente avec une façade de style néo-classique typique des théâtres italiens de cette période, et avec à l’intérieur de grands salons de réception, auditorium et cinq rangs de loges, y compris la galerie.

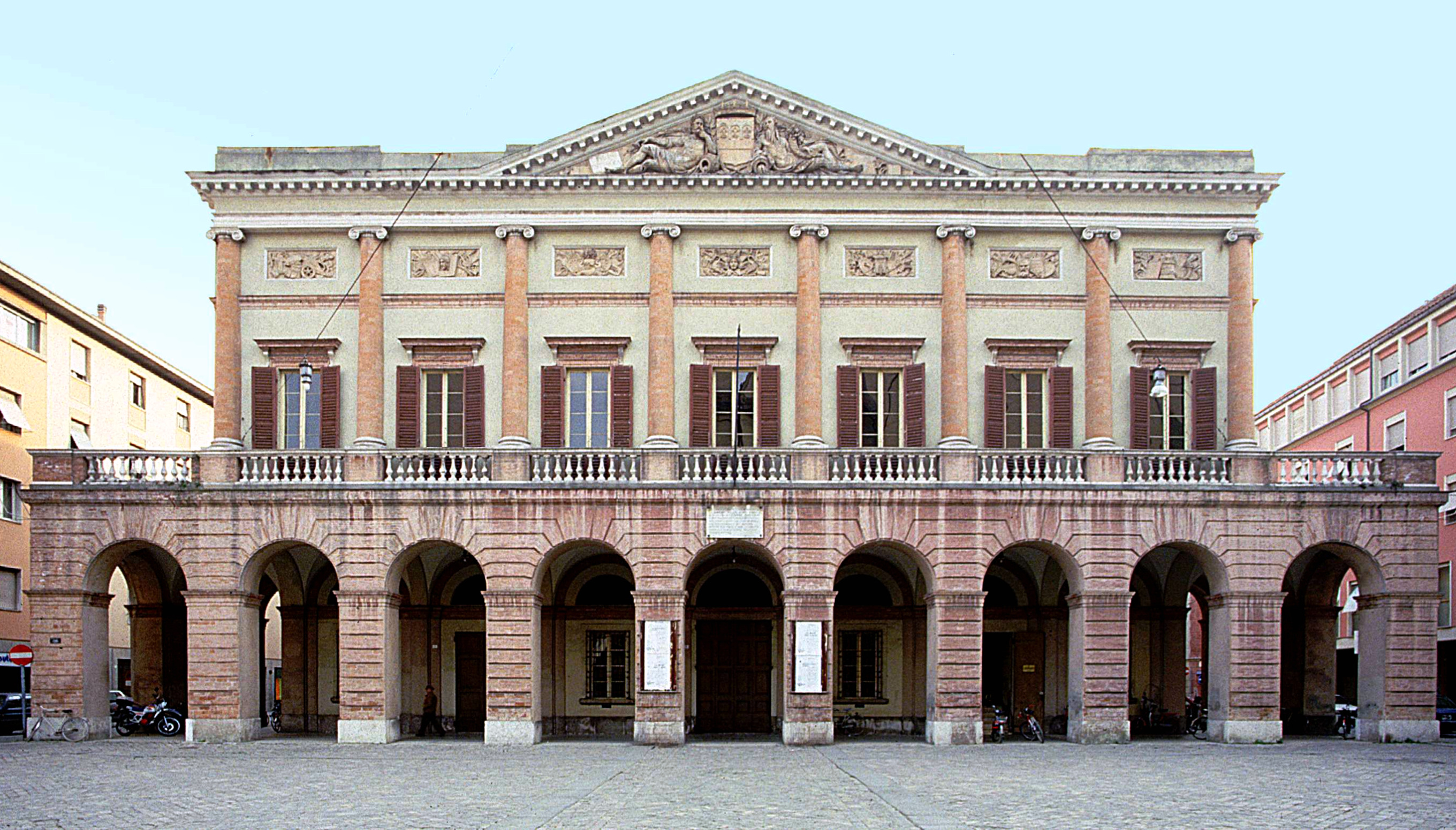
Le théâtre Alessandro Bonci.
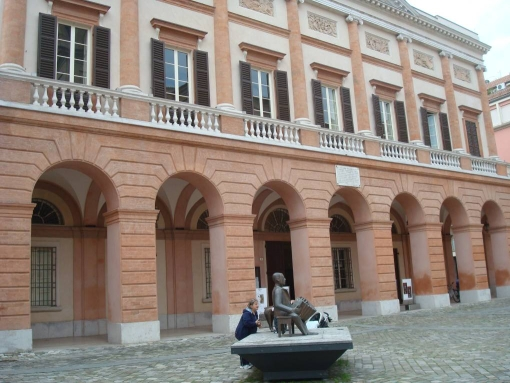
Façade avant du théâtre
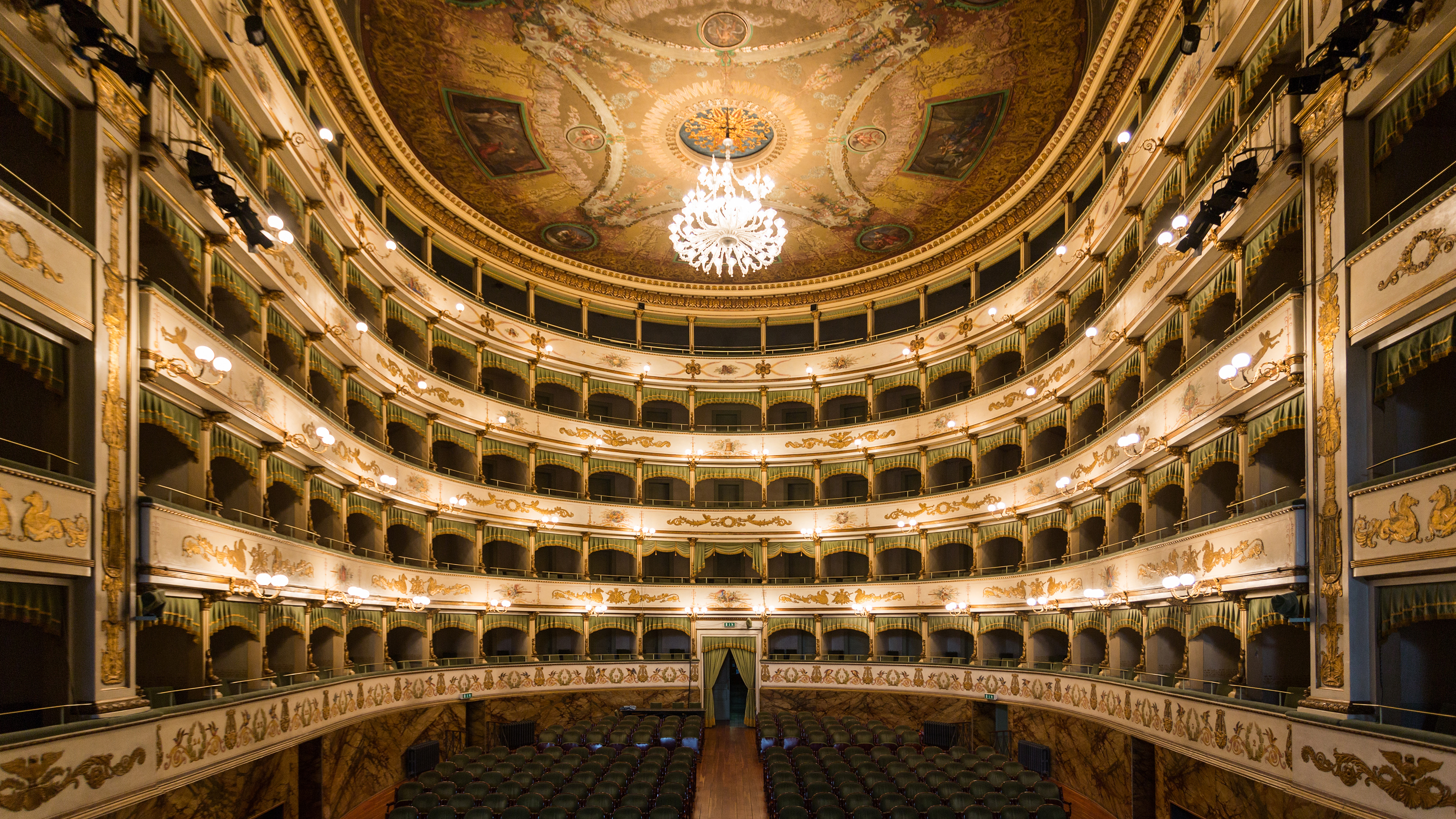
Salle du théâtre
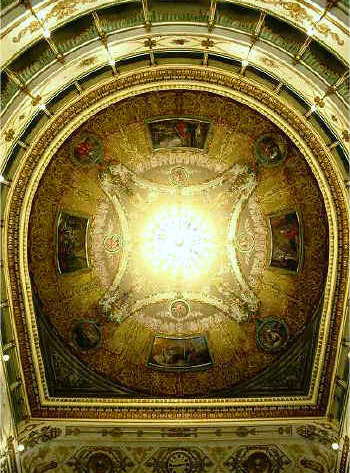
Plafond

## Jardin public

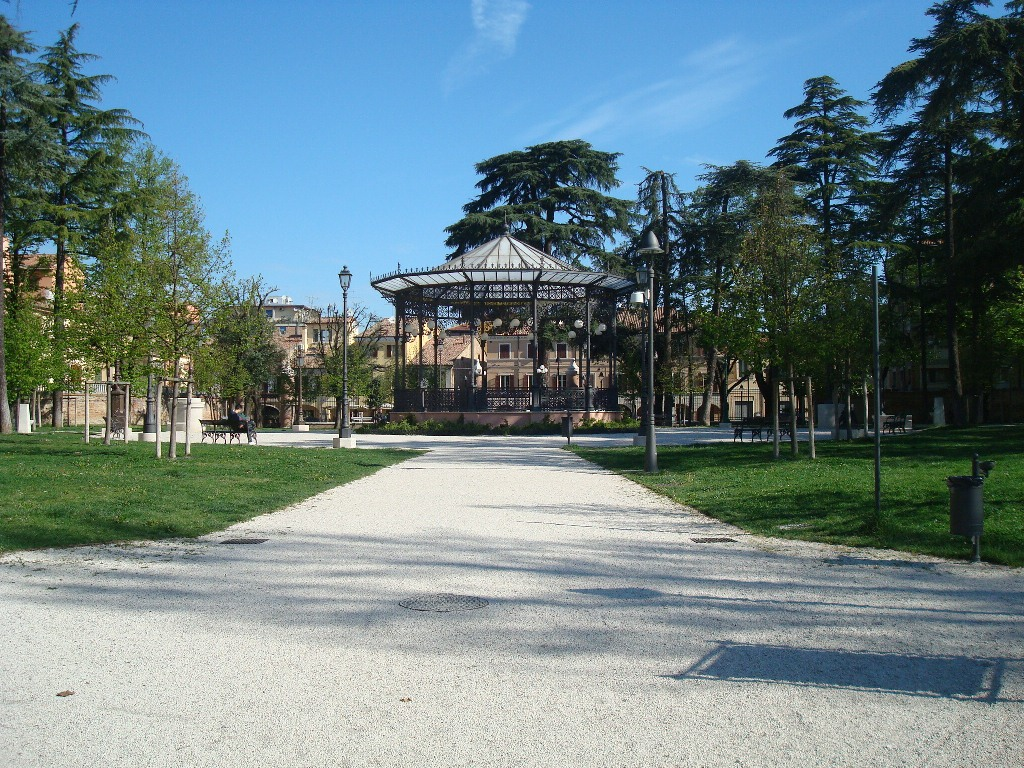
Jardin public Paolo Neri

Il est construit grâce à un lègue testamentaire du comte Paolo Neri en 1830, sur l’ancien emplacement de l’église de San Michele Arcengelo et d'autres édifices adjacents, et a nécessité la destruction d’une portion des murailles de la cité.

À l’origine, ce jardin de style néoclassique de forme circulaire, était entouré d’une clôture, planté de bosquets et orné de deux hauts obélisques.

Dans les années 1940, une route coupait ce parc en deux parties, et fut supprimée au cours de la restauration terminée en 2008. Aujourd’hui le jardin public forme un tout, avec en son centre un kiosque à la structure en fonte (10 m de large sur 8 m de haut) entouré d’une douzaine d’anciens lampadaires qui, à l’origine fonctionnaient au gaz, et ont été récupérés au moment de l’électrification  des voies publiques de la cité et de certaines grandes villes européennes. Ces lampadaires présentent tous une facture différente et sont le témoignage du savoir-faire des artisans fondeurs de l’époque.
L’entrée du jardin, côté centre, est marquée par deux grosses colonnes et un portail de fer forgé qui, à l’origine, fermait la porta Cervese (aujourd’hui remplacée par la Barriera Cavour).

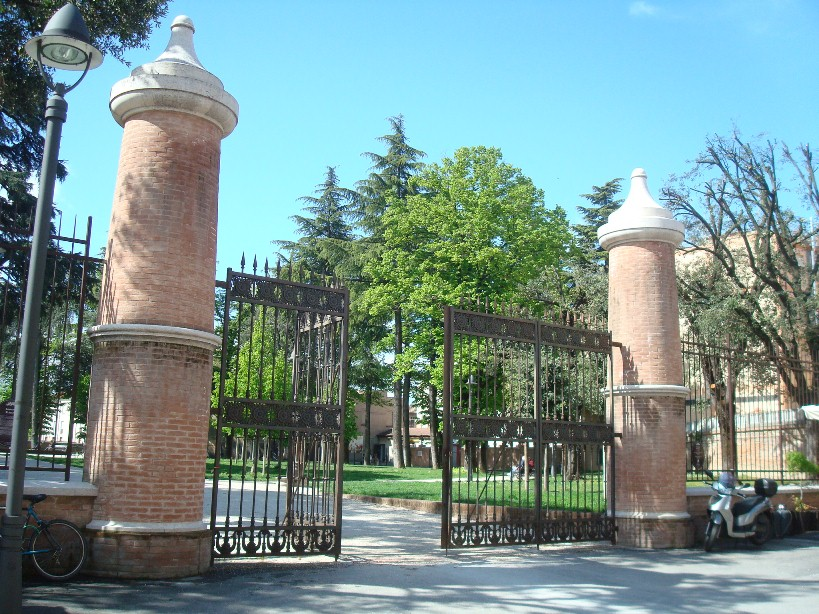
Entrée du jardin
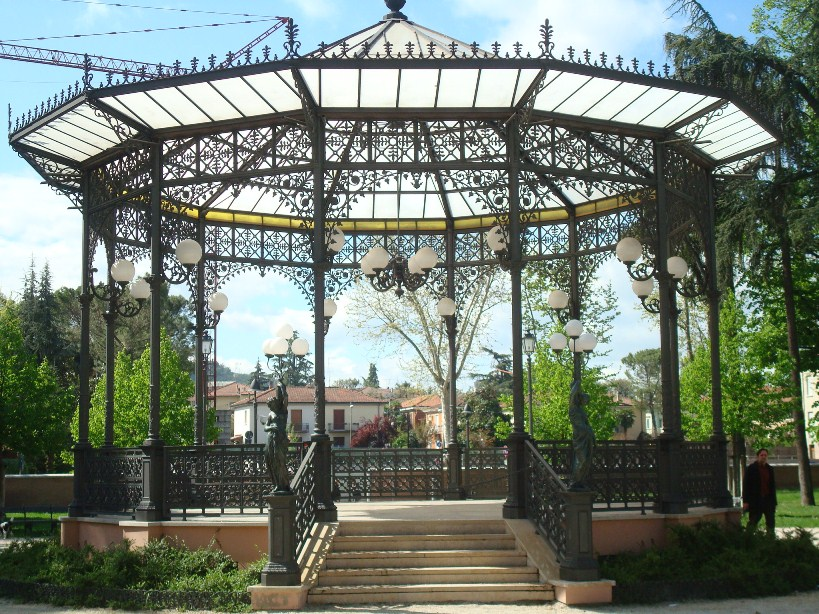
Kiosque
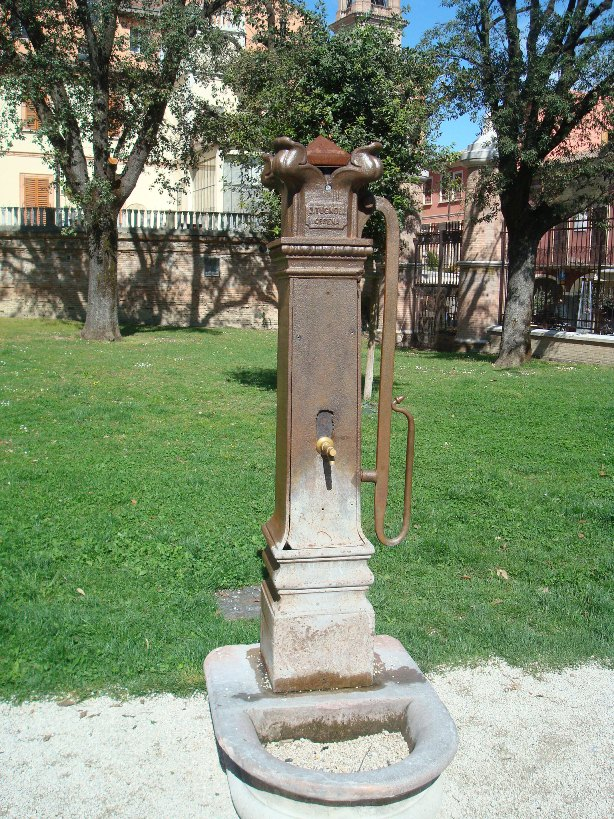
Fontaine
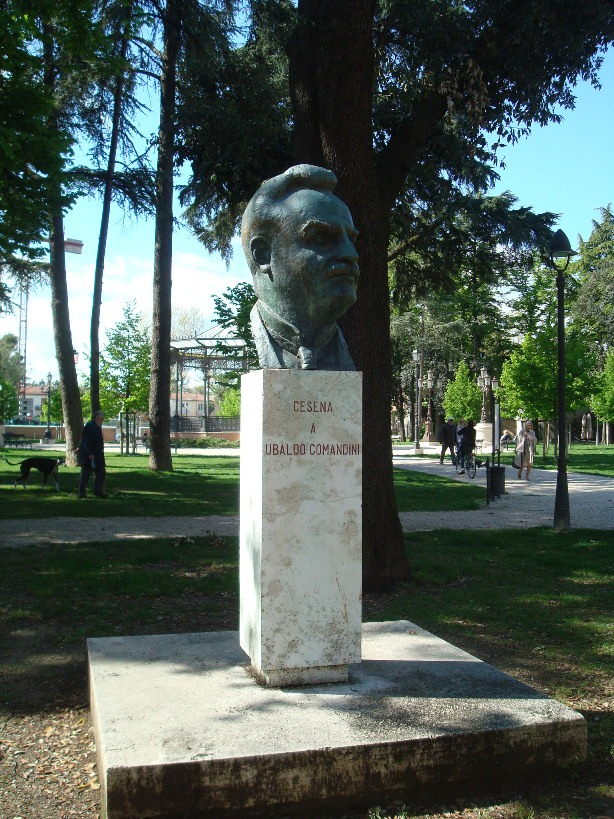
Stèle Urbaldo Comandini
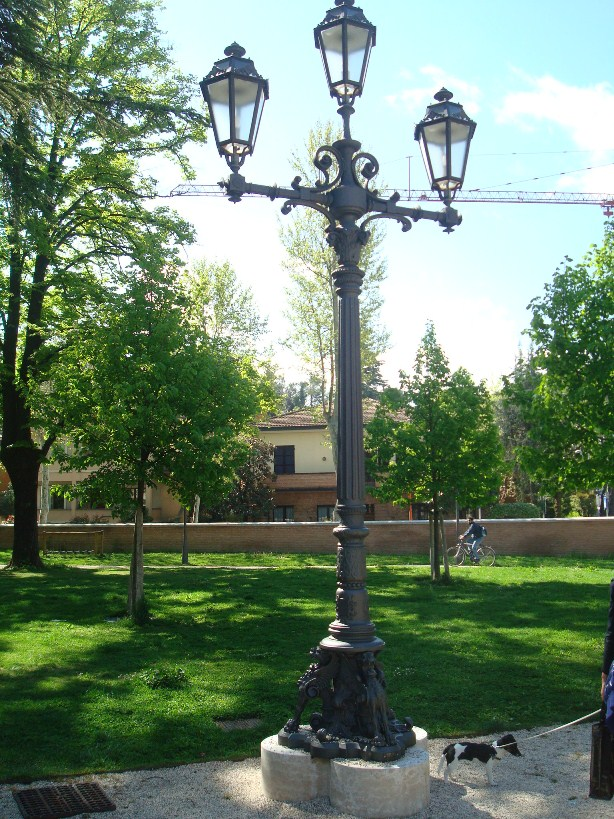
Lampadaire de Turin 1920
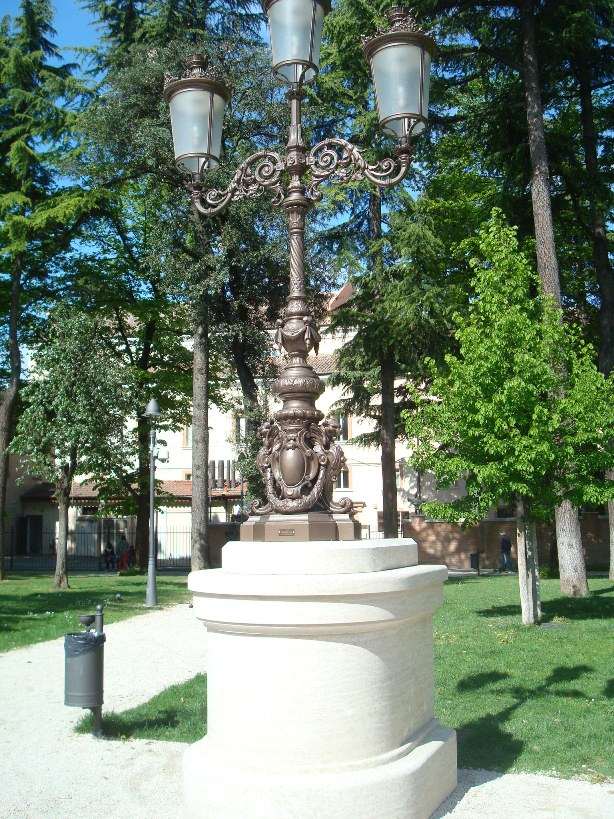
Lampadaire de Dublin 1880
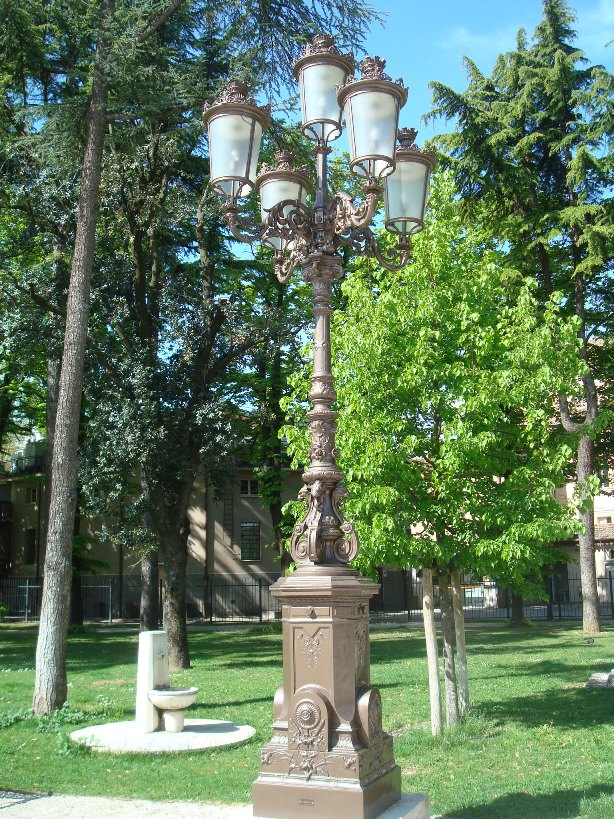
Lampadaire de Dublin 1880
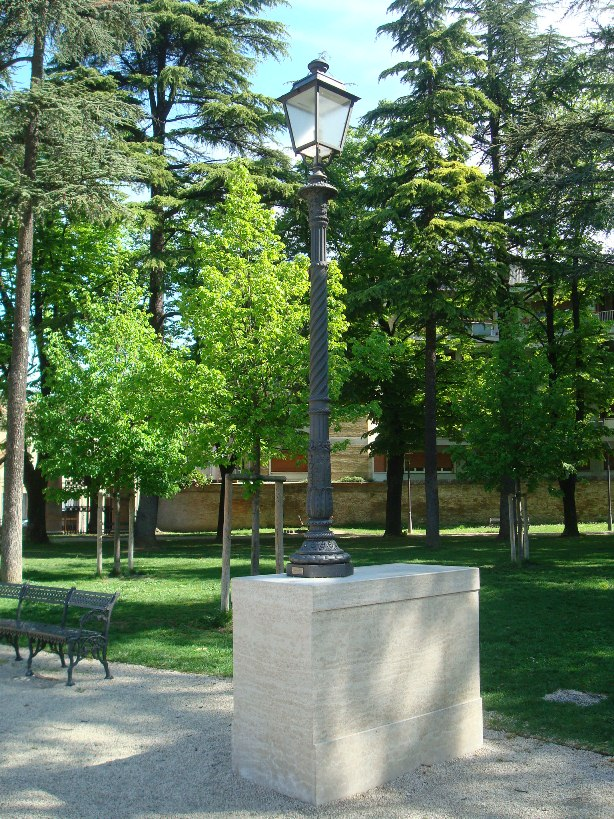

## Moulins de Cesena
Les moulins de Cesena appartiennent à la Compagnia dei Molini di Cesena. Utilisés pour la mouture du blé, ils étaient au nombre de quatre : le moulin du Palazzo, le moulin de Serravalle, le moulin de Mezzo et le moulin del Pino. Une convention entre le propriétaire des moulins et la commune de Cesena est datée du 11 février 1381, tandis qu'un acte du conseil communal est daté du 5 mars 1393. Les moulins étaient placés hors des murs du centre historique.
Ces moulins étaient alimentés par un canal artificiel creusé le long du fleuve Savio à 6 km au sud ainsi que par le torrent Cesuola.

## Note
1. ↑  La Bibliothèque Malatestiana
2. ↑  (en) La Bibliothèque Malatestiana sur unesco.org
3. ↑  Touring Club Italiano,p.71, 2003.
4. ↑  Guter, p.69, 2008

## Sources
- (it) Cet article est partiellement ou en totalité issu de l’article de Wikipédia en italien intitulé « Centro storico di Cesena » (voir la liste des auteurs).